# HTTP ETag
HTTP ETag 또는 엔티티 태그(entity tag)는 월드 와이드 웹용 프로토콜인 HTTP의 일부이다. 이는 클라이언트가 조건부 요청을 할 수 있도록 허용하는 웹 캐시 유효성 검사를 위해 HTTP가 제공하는 여러 메커니즘 중 하나이다. 이 메커니즘을 사용하면 콘텐츠가 변경되지 않은 경우 웹 서버가 전체 응답을 보낼 필요가 없으므로 캐시가 더 효율적이고 대역폭이 절약된다. 또한 ETag는 낙관적 병행 수행 제어에 사용되어 리소스의 동시 업데이트가 서로 덮어쓰는 것을 방지할 수 있다.
ETag는 웹 서버가 URL에서 발견된 리소스의 특정 버전에 할당한 불투명 식별자이다. 해당 URL의 리소스 표현이 변경되면 새롭고 다른 ETag가 할당된다. 이러한 방식으로 사용되는 ETag는 지문과 유사하며 빠르게 비교하여 리소스의 두 표현이 동일한지 확인할 수 있다.